# Gisumo (vattendrag i Burundi, Bujumbura Rural)
Gisumo är ett vattendrag i Burundi.   Det ligger i provinsen Bujumbura Rural, i den västra delen av landet, 13 kilometer sydost om huvudstaden Bujumbura.
Omgivningarna runt Gisumo är en mosaik av jordbruksmark och naturlig växtlighet. Runt Gisumo är det ganska tätbefolkat, med 239 invånare per kvadratkilometer.